# 35978 Arlington
35978 Arlington è un asteroide della fascia principale. Scoperto nel 1999, presenta un'orbita caratterizzata da un semiasse maggiore pari a 2,3021851 UA e da un'eccentricità di 0,1316606, inclinata di 6,03362° rispetto all'eclittica.
L'asteroide è dedicato all'omonima località statunitense in Massachusetts.